# Ernest Bai Koroma
Ernest Bai Koroma (n. 1953) administrador de empresas e político, foi presidente de Serra Leoa entre 2007 e 2018. Lidera o partido "Congresso de Todo Povo" (All People's Congress) que foi o principal partido de oposição até sua designação presidencial.

## Vida
Nascido e criado em Makeni, no norte de Serra Leoa, Koroma passou mais de 24 anos trabalhando na indústria de seguros privados antes de entrar na política em 2002. De 1988 a 2002, ele foi diretor administrativo da Reliance Insurance Trust Corporation (Ritcorp).
Koroma formou-se bacharel pelo Fourah Bay College em 1976; e é corretor de seguros de profissão.
Koroma foi eleito líder do Congresso de Todo o Povo (APC), o principal partido da oposição de Serra Leoa, em 24 de março de 2002, após derrotar o então líder da APC, Edward Turay. Koroma se candidatou ao APC nas eleições presidenciais de 2002, mas foi derrotado em uma eleição livre e justa pelo presidente em exercício Ahmad Tejan Kabbah, que obteve 70,3% dos votos, contra 22,35% de Koroma. Koroma admitiu a derrota.
Koroma foi mais tarde eleito para o Parlamento, representando seu distrito natal de Bombali de 2002 a 2007. Em 2005, ele foi eleito o líder da minoria do Parlamento e permaneceu nessa posição até sua eleição para a presidência em 2007.
No segundo turno da eleição presidencial de 2007, Koroma recebeu 54,6% dos votos e derrotou o vice-presidente em exercício Solomon Berewa do SLPP no poder. Berewa admitiu a derrota e Koroma foi empossado como presidente em 17 de setembro de 2007, na State House na capital Freetown. Observadores internacionais e locais declararam a eleição livre e justa. Koroma sucedeu ao presidente Ahmad Tejan Kabbah, que era constitucionalmente inelegível para concorrer à presidência novamente após cumprir o limite máximo de dois mandatos de cinco anos.

Na eleição presidencial de novembro de 2012, Koroma foi reeleito presidente para um segundo mandato, recebendo 58,7%, contra seu principal oponente, o candidato do SLPP Julius Maada Bio, que recebeu 37,4%. Os observadores internacionais consideraram a eleição livre e justa. Koroma foi sucedido por Julius Maada Bio após sua vitória no segundo turno das eleições realizadas em 31 de março de 2018.